# Vallei van Fergana
De Vallei van Fergana of de Ferganavallei (Oezbeeks: Farg‘ona vodiysi, Kirgizisch: Фергана өрөөнү; Fergana öröönü, Tadzjieks: водии Фарғона; vodii farġona, Russisch: Ферганская долина; ferganskaja dolina, Perzisch: دشت فرغانه; dosht ferġana) is een gebied, omgeven door bergketens van de Tiensjan in Centraal-Azië, verdeeld over de landen Oezbekistan, Kirgizië en Tadzjikistan. Het is het vruchtbaarste en dichtstbevolkte gebied van Centraal-Azië en daarom ook een van de belangrijkste economische motors van de regio.

## Geografie

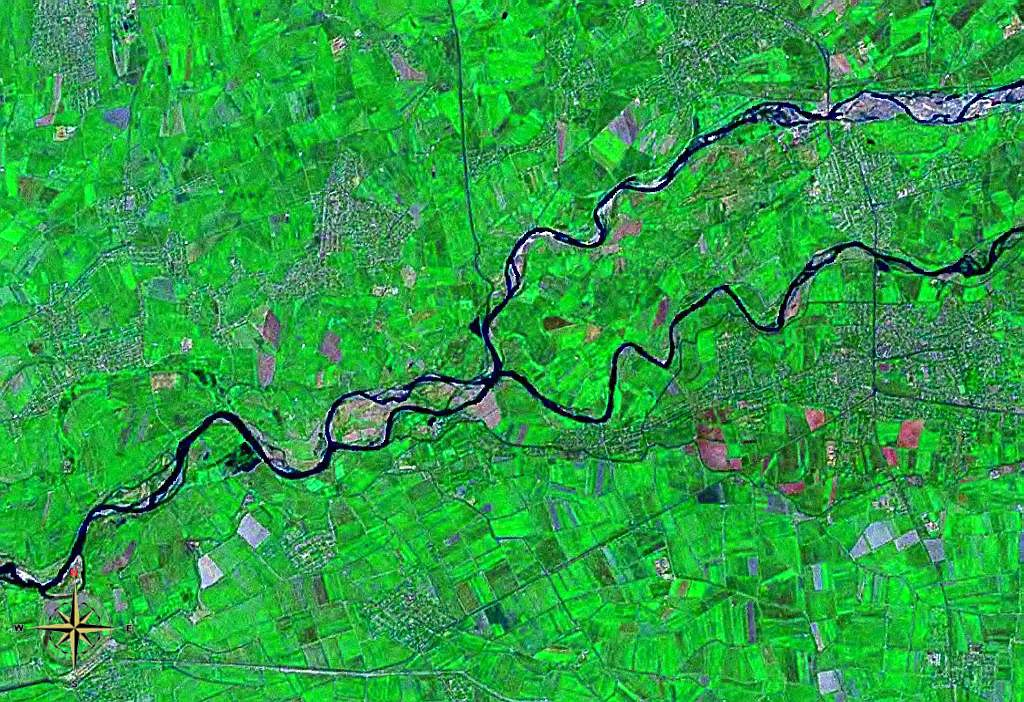
Samenloop van de Naryn en de Kara Darja gezien vanuit de ruimte (valse kleuren). Op de kaart zijn veel geïrrigeerde landbouwgronden zichtbaar.

### Landschap
Het belangrijkste deel van het gebied bestaat uit een vruchtbare vallei op een hoogte van ongeveer 400 tot 500 meter boven zeeniveau. De opening van de vallei bevindt zich in het zuidwesten. Zijn vruchtbaarheid heeft het gebied te danken aan twee rivieren; de Naryn en de Kara Darja, die in de vallei, nabij Namangan samenvloeien tot de rivier de Syr Darja. Deze rivieren en de vele bergstromen zorgen niet alleen voor water voor irrigatie, maar brengen ook grote hoeveelheden zand met zich mee. Dit zand wordt afgezet langs de rivieren, vooral langs de Syr Darja in het bijzonder in de kloof van Choedzjand (Tadzjieks: Хуҷанд), waar zich ook het stuwmeer van Karakchikum bevindt.
In de vallei komen meerdere kleinere valleien uit, zoals de Isfaravallei en de Kugartvallei.

### Geologie
Het centrale deel van de geologische depressie die de vallei vormt, wordt gekarakteriseerd door een bodemdaling die haar oorsprong heeft op een diepte van zes à zeven kilometer en die op grote schaal is opgevuld met sedimenten met een ouderdom die teruggaat tot op de grens van het Perm en het Trias (rond 250 miljoen jaar geleden). Sommige van deze sedimenten bestaan uit marine carbonaten en kleien. Anticlines, die worden geassocieerd met hier aanwezige breuken, vormden traps voor aardolie en aardgas, die zijn ontdekt op 52 kleine locaties.

### Steden
De Vallei van Fergana en haar omgeving herbergen de volgende noemenswaardige steden:

#### Kirgizië
- Batken
- Dzjalal-Abad
- Kyzyl-Kyya
- Osj
- Tashkömür
- Özgön
- Sülüktü

#### Oezbekistan
- Andizan
- Čust
- Fergana
- Kokand
- Margilan
- Asaka
- Namangan

#### Tadzjikistan
- Choedzjand
- Isfara
- Kanibadam
- Šurab

## Bestuurlijke en politieke indeling
Ten tijde van het Russische Rijk was het gebied onderdeel van het generaal-gouvernement Turkestan. Het gebied was tot de jaren twintig en dertig van de twintigste eeuw een geografische en politieke eenheid. Rond deze tijd werd het gebied verdeeld over de drie verschillende socialistische sovjetrepublieken; de Oezbeekse SSR, de Kirgizische SSR en de Tadzjiekse SSR. Onder de Khans van Kokand in de achttiende eeuw vormde de vallei de kern van een onafhankelijk Kanaat en onder de heerschappij van de Russen in de negentiende eeuw vormde het, onder de naam Fergana een oblast op zich, inclusief grote delen van het Pamirgebergte.
De vallei en haar omgeving vormen sindsdien een bestuurlijk en politiek lappendeken. Vooral na de onafhankelijkheid van Oezbekistan, Kirgizië en Tadzjikistan in 1991 valt deze indeling op. De grenzen tussen de drie eerdergenoemde landen behoren tot de kronkeligste internationale grenzen die er zijn en daarnaast bestaan er meerdere enclaves c.q. exclaves in het gebied.
Het gebied valt (deels) onder de volgende bestuurlijke eenheden:

### Kirgizië
(tegen de klok in)
- Oblast Batken
- Oblast Osj
- Oblast Dzjalal-Abad

### Oezbekistan
(van oost naar west)
- Provincie Andizan
- Provincie Fergana
- Provincie Namangan

### Tadzjikistan
- Provincie Soeghd

## Geschiedenis
De Vallei van Fergana heeft een oude geschiedenis. Vroege bewoners waren onder andere de Sogdiërs en de Hellenistsche Dayuan. De vallei was het noordoostelijkste deel van het rijk van Alexander de Grote. Sinds de tweede eeuw v.Chr. was het een gebied waar vele volken woonden of doorheen trokken. Van hieruit begon Babur, stichter van het grote Mogolrijk en een nakomeling van Timoer Lenk, met zijn veroveringen.
Vooral sinds 2003 is het in dit islamitisch conservatieve gebied onrustig. In 2005 braken er onlusten uit, wat vooral in Andijon tot honderden doden leidde. De opstand was aangezet door de islamistische beweging Akramiya en werd bloedig onderdrukt door het Oezbeekse leger. De oprichters van de Islamitische Beweging van Oezbekistan, Tahir Yuldashev en Juma Namangani, waren afkomstig uit de Ferganavallei.

## Bevolking
Het gebied is etnisch gezien erg heterogeen.
In het begin van de twintigste eeuw bestond twee derde van de bevolking in de vallei uit Sarts en Oezbeken. De bergen eromheen werden vooral bewoond door Kirgiezen. Andere volken die in en rondom de vallei woonden waren Tadzjieken, Kashgaren, Kiptsjaken, Boechaarse Joden, Zigeuners en Russen. De verscheidenheid in volken resulteerde ruwweg in de verdeling die de Sovjets in 1924 maakten in de drie verschillende republieken. De Perzisch sprekende Tadzjieken hadden een meerderheid rond de stad Choedzjand en de ingang van de vallei kwam daarom onder bestuur van de Tadzjiekse SSR. De rest van de vallei bestond uit Oezbeken en Sarts, en andere sprekers van een Turkse taal. De Sarts werden echter door de Sovjets niet als een aparte etniciteit gezien, maar als Oezbeken, zodat het hart van het gebied onder het bestuur kwam van de Oezbeekse SSR. De hoger gelegen, vooral door Kirgiezen bewoonde delen rondom de vallei, kwamen, met uitzondering van het noordwesten, onder het bestuur van de Kirgizische SSR. Een uitzondering is de stad Osj die een Oezbeekse meerderheid had, wat geleidelijk aan na 1924 een grote minderheid werd.
Sinds 1991, toen de verschillende sovjetrepublieken onafhankelijk republieken waren geworden was de verdeling zo ongeveer gelijk. Mensen met een Oezbeekse etniciteit vormen de grootste groep. In 1990, aan de vooravond van de onafhankelijkheid vonden er etnische onlusten plaats in het gebied.
Het gehele gebied wordt vrijwel geheel bewoond door Soennitische moslims.